# Národní historické muzeum Rumunska
Národní historické muzeum Rumunska (rumunsky: Muzeul Național de Istorie a României) je muzeum v rumunském hlavním městě Bukurešti. Založeno bylo v roce 1972. Nachází se na třídě Calea Victoriei. Schraňuje rumunské historické artefakty od pravěku až po moderní dobu. Muzeum se nachází uvnitř bývalého Poštovního paláce (Palatul Poştelor), spolu s Filatelistickým muzeem. K dispozici má přes 8000 metrů čtverečních výstavních prostor. Ve sbírkách se nachází 650 tisíc položek. K nejvýznamnějším exponátům patří sádrový odlitek celého Traiánova sloupu, rumunské korunovační klenoty a Pietroaselský poklad nalezený roku 1837. Budova pochází z roku 1892, jejím architektem byl Alexandru Săvulescu. Palác byl postaven v eklektickém stylu, vzorem mu byl poštovní palác v Ženevě. Kamenná fasáda má portikus podpíraný deseti dórskými sloupy a platformu skládající se z dvanácti schodů po celé délce budovy. Bohatá je též sochařská výzdoba, s alegorickými náměty. Od roku 2012 probíhají v muzeu rozsáhlé rekonstrukční práce a je otevřeno jen částečně. Pod budovou bylo u této příležitosti objeveno pozdně středověké archeologické naleziště.